# Diadegma gibbulum
Diadegma gibbulum là một loài tò vò trong họ Ichneumonidae.